# Рейчел Берри
Ре́йчел Ба́рбра Бе́рри (англ. Rachel Barbra Berry) — персонаж американского музыкального телесериала «Хор», роль которой исполняет актриса и певица Лиа Мишель. Рейчел впервые появилась в пилотном эпизоде сериала в качестве одного из главных персонажей и одна из первых вступала в школьный хор «Новые горизонты» в вымышленной средней школе МакКинли в Лайме, штат Огайо, где происходят события сериала. Рейчел задумывалась Райаном Мёрфи, Иэном Бреннаном и Брэдом Фэлчаком как школьный изгой из-за своих завышенных амбиций и мечты о карьере на Бродвее. Сюжетные линии сериала затрагивают её отношения с солистом хора Финном Хадсоном, солистом соперничающего хора «Вокальный Адреналин» (или «Звуковая Энергия») Джесси Сент-Джеймсом, а также остальными членами хора и девушками команды поддержки, а позже и коллегами по академии NYADA и сцене Бродвея. В первом сезоне она знакомится со своей биологической матерью Шелби Коркоран.
Исполнительница роли Рейчел, актриса Лиа Мишель, отмечает, что при создании образа своей героини черпает вдохновение из случаев из собственной биографии, а также различных фильмов и сериалов, в том числе «Сплетница» и персонажа Блэр Уолфдорф. По словам Мишель, она, также как и Рейчел, не пользовалась популярностью в школе, и комплексовала из-за собственной внешности, завидуя окружающим девушкам.
Персонаж Рейчел является лидирующей солисткой хора, и по ходу развития сюжета превращается из неусидчивой студентки в целеустремлённого командного игрока. За свою роль Лиа Мишель была номинирована на премию «Эмми» 2010 году в категории «Лучшая актриса в комедийном сериале», а также на две премии «Золотой глобус» — в 2010 и 2011 годах в аналогичных категориях, а также «Грэмми». Помимо этого, она стала лауреатом нескольких наград, и получает преимущественно положительные отзывы на протяжении всех пяти сезонов сериала. Мишель приняла участие во всех альбомах саундтреков к сериалу, где исполнила несколько сольных композиций, а также появилась в образе Рейчел Берри в рамках концертного тура Glee Live! In Concert! в 2010 и 2011 годах.

## Сюжетные линии

### 1 сезон
Никому ненужная Рейчел мечтала стать звездой, снимала разные видео и выкладывала их на «MySpace». В то время она была влюблена в Финна Хадсона.

### 2 сезон
Повзрослевшая Рейчел Берри готовится с «Новыми горизонтами» к национальным.

### 3 сезон
Выпускной год. Рейчел собирается в НЙАДИ и выиграть национальные соревнования хоров.

### 4 сезон
В Нью-Йорке у Рейчел начинается новая жизнь, она расстается с Финном и начинает встречаться с Броди.

### 5 сезон
Рейчел переживает смерть Финна (Монтейт, Кори) и дебютирует на Бродвее.

### 6 сезон
Рейчел становится руководителем хора вместе с Куртом, снова поступает в НЙАДИ.